# Faustine Merret
Pour les articles homonymes, voir Merret.
Faustine Lucie Merret, née le 13 mars 1978 à Brest, est une véliplanchiste française, médaillée d'or aux Jeux Olympiques d'Athènes en 2004. Elle pratique désormais le triathlon discipline dans laquelle elle est devenue Championne de Bretagne longue distance en 2011. 
Depuis sa retraite sportive, elle dirige le pôle voile de Brestpendant quatre ans, puis intègre l'université de Bretagne-Occidentale à Brest comme professeur au département STAPS.

## Palmarès

### Compétitions internationales (Planche à voile)
- 1998 : 3e aux championnats du monde
- 1999 : 2e aux championnats du monde
- 2000 : 3e aux championnats du monde
- 2001 : 2e aux championnats du monde
- 2002 : 3e aux championnats du monde
- 2003 : 3e aux championnats du monde
- 2004 : Médaille d'or aux Jeux olympiques d'Athènes
- 2006 : 3e aux championnats du monde

### Compétitions locales (Triathlon)
- 2009 : Championne de Bretagne CD à Larmor-Plage
- 2009 : 2e aux championnats de Bretagne LD à Sizun
- 2011 : Championne de Bretagne LD à Sizun

## Distinction
- Chevalier de la Légion d'honneur[5]
- Élue Marin de l'année (FFV) en 2004